# Ariramba-do-rio-purus
Ariramba-do-rio-purus, bico-d'agulha-acobreado ou ariramba-acobreada  (nome científico: Galbula pastazae) é uma espécie de ave galbuliforme. 
Pode ser encontrada na Colômbia, Equador e Peru. É considerada uma espécie vulnerável devido a perda de habitat.